# Die Lederjungen
Die Lederjungen (Originaltitel: The Leather Boys) ist ein britisches Filmdrama in Schwarzweiß aus dem Jahr 1964 von dem Regisseur Sidney J. Furie. Das Drehbuch verfasste Gillian Freeman nach ihrem eigenen gleichnamigen Roman. Die Hauptrollen sind mit Rita Tushingham, Colin Campbell und Dudley Sutton besetzt. Von filmgeschichtlichem Interesse sind unter anderem die Thematisierung der Homosexualität und die Darstellung der jugendlichen Subkultur rund um den bekannten Motorradtreffpunkt Ace Cafe. Seine Weltpremiere hatte das Werk am 3. Februar 1964 in Schweden. Im Produktionsland kam der Film erstmals am 8. März 1964 ins Kino. Im deutschsprachigen Raum hatte er seine Premiere erst am 24. August 1970 im Programm des Zweiten Deutschen Fernsehens.

## Handlung
Der junge Kraftfahrzeugmechaniker und begeisterte Motorradfahrer Reggie heiratet die noch minderjährige Dot, weil sie ihm gefällt und sie bisher viel Spaß miteinander gehabt haben. Doch in der Enge ihrer Einzimmerwohnung muss er erkennen, dass eine Ehe mehr ist als nur ein bisschen „Spaß-Miteinander-Haben“. Die Reibereien mit der noch unreifen Dot treiben Reggie schließlich aus dem Haus. Gemeinsam mit seinem gleichgesinnten Freund Pete kommt er bei seiner Großmutter unter, bis es ihn eines Tages wieder nach Hause treibt zu der ihm angetrauten Frau. Zu seinem Entsetzen findet er jedoch im Bett der über ihn enttäuschten Dot einen anderen Mann.
Pete, der schon um den verlorenen Freund in Trauer verfallen war, hat ihn bald wieder – bis zu jenem Augenblick, als Reggie erkennen muss, dass Petes Abneigung gegenüber Frauen durch dessen homophile Veranlagung bedingt ist.

## Kritiken
Der Evangelische Film-Beobachter zieht folgendes Fazit: „Sidney J. Furie schildert am Beispiel dreier junger Leute eine Jugend, die trotz Motorenlärm und Lederkleidung empfindsam und verwundbar ist und im Ringen um persönliche Freiheit und Individualität genau so leicht und oft scheitert wie die Generation vor ihnen. Gute Darsteller, einfühlsame Regie und eine ebenso einfühlsame Kamera empfehlen diesen Film von 16 Jahren an.“